# Паолучо Анафесто
Паолучо Анафесто (на италиански: Paoluccio Anafesto; на латински: Paulus Lucius Anafestus, Paulucius/Paulicius Anafestus) е първият, вероятно легендарен, дож на Венецианската република, който управлява през 697 – 727 г.

## Биография
За начало на управлението на Паолучо Анафесто се смята 697 г., когато в Ераклеа на събрание на жителите на Венецианската лагуна, свикано от патриарха на Градо, той е избран за владетел вместо дванадесетте трибуна, за да сложи край на противоборствата между отделните кланове и да координира защитата на лагуната от лангобардите и славяните. Паолучо сключва мирен договор с краля на лангобардите Лиутпранд. Управлява до 717 г.